# Lijst van bisdommen van de Deense Volkskerk
De Deense Volkskerk (evangelisch-lutherse Kerk) telt 10 bisdommen (Deens: Stift) in Denemarken:
| Bisdom          | Bisschop                   | Leden   | Homepage                                                                  | Domkerk                              |
| --------------- | -------------------------- | ------- | ------------------------------------------------------------------------- | ------------------------------------ |
| Aalborg         | Søren Lodberg Hvas         | 459.046 | https://web.archive.org/web/20070826101939/http://www.aalborg.stift.dk/   | Domkerk Sint-Botulfus, Aalborg       |
| Funen           | Kresten Drejergaard        | 412.401 | https://web.archive.org/web/20080109065657/http://www.fyens.stift.dk/     | Domkerk Sint-Knoet, Odense           |
| Haderslev       | Niels Henrik Arendt        | 386.524 | https://web.archive.org/web/20210730234103/https://haderslev.stift.dk/    | Domkerk Sint-Maria, Haderslev        |
| Helsingør       | Lise Lotte Rebel           | 728.072 | https://web.archive.org/web/20120731005926/http://www.helsingoerstift.dk/ | Domkerk Sint-Olaf, Helsingør         |
| Kopenhagen      | Erik Norman Svendsen       | 467.950 | https://web.archive.org/web/20070609080912/http://www.kobenhavnsstift.dk/ | Domkerk Onze-Lieve-Vrouw, Kopenhagen |
| Lolland-Falster | Steen Skovsgaard           | 97.101  | https://web.archive.org/web/20080104035607/http://www.lf.stift.dk/        | Domkerk van Maribo                   |
| Ribe            | Elisabeth Dons Christensen | 348.246 | https://web.archive.org/web/20080109065659/http://www.ribe.stift.dk/      | Domkerk Onze-Lieve-Vrouw, Ribe       |
| Roskilde        | Jan Lindhardt              | 594.854 | https://web.archive.org/web/20081228091952/http://www.roskilde.stift.dk/  | Domkerk van Roskilde                 |
| Viborg          | Karsten Nissen             | 363.695 | https://web.archive.org/web/20220930232401/https://viborg.stift.dk/       | Domkerk Onze-Lieve-Vrouw, Viborg     |
| Århus           | Kjeld Holm                 | 648.553 | https://web.archive.org/web/20071224174402/http://www.aarhus.stift.dk/    | Domkerk Sint-Clemens, Aarhus         |

Verder is er 1 bisdom in Groenland en was er tot 2007 ook 1 in de Faeröer.